# El viatge dels maleïts
El viatge dels maleïts (títol original en anglès Voyage of the Damned) és un llibre (1974) de Gordon Thomas i Max Morgan Witts, basat en uns fets reals, esdevinguts l'any 1939, que no s'havien donat a conèixer amb detall fins aleshores, i és també el títol d'una pel·lícula (1976) de producció britànica, feta a partir de les dades del llibre esmentat, que es va rodar parcialment a Barcelona l'any 1975. La història explica un dels capítols més foscos del comportament dels cubans, estatunidencs i canadencs en els moments previs a l'esclat de la Segona Guerra Mundial. Està doblada al català.

## La història
El règim nazi del III Reich, per apaivagar l'acusació internacional creixent que a Alemanya es maltractava els jueus i fins i tot se'ls enviava a camps de concentració, deixa salpar un vaixell, el MS St. Louis, en el qual hi ha embarcats un grup de 937 personatges d'ètnia jueva, tots ells amb el corresponent passaport, visats i papers en regla. L'objectiu del viatge és Cuba, però just en sortir el transatlàntic d'Hamburg el govern del president cubà Laredo anuncia que no els pensa acollir. El vaixell arriba malgrat tot a l'Havana, però no deixen desembarcar els passatgers. El St. Louis es dirigeix llavors a la costa dels Estats Units, però el govern de Roosevelt els fa saber que tampoc són benvinguts al país, i també els rebutja el govern del Canadà. El vaixell ha de retornar llavors a Europa.

## La pel·lícula

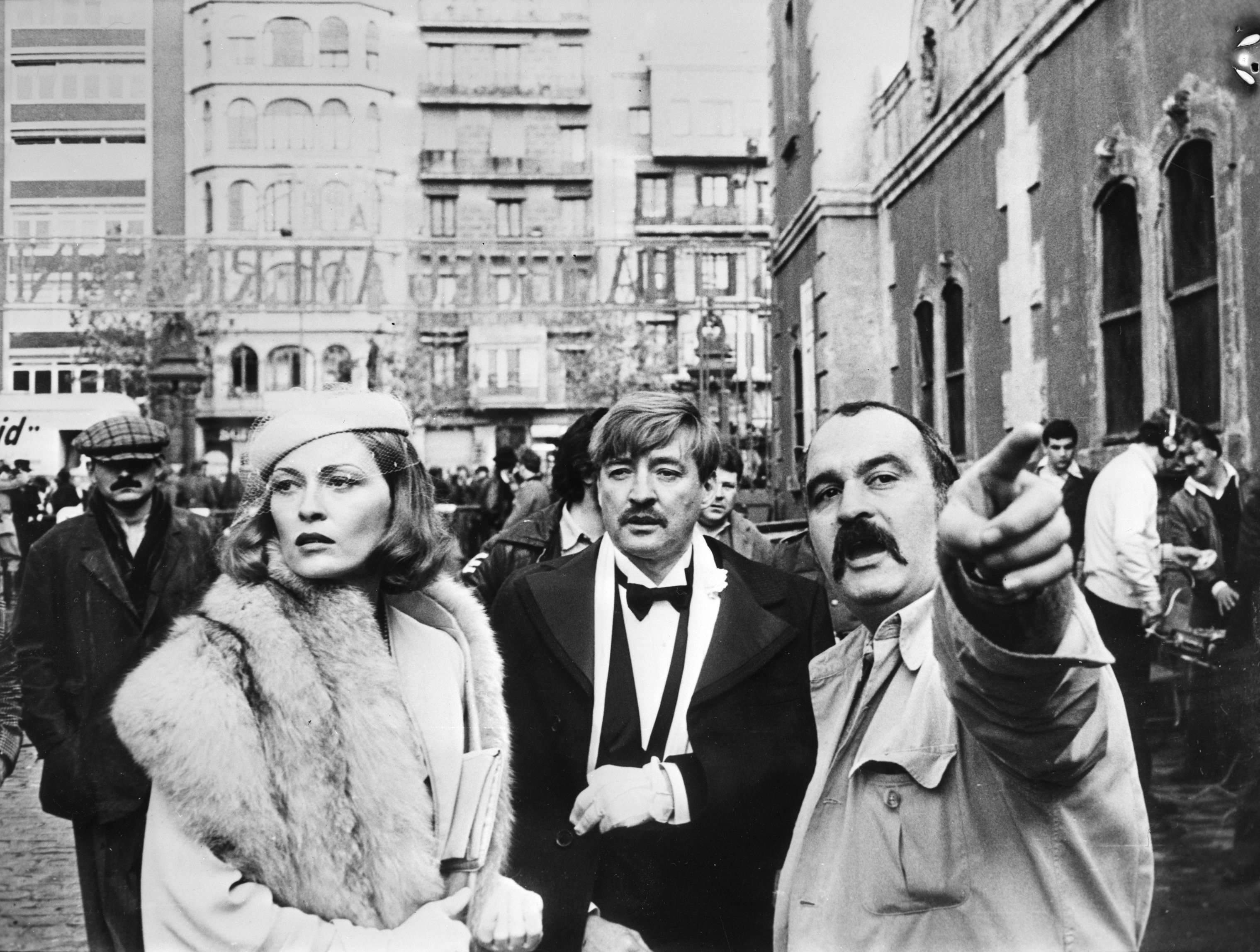
Faye Dunaway i Oskar Werner amb el director Stuart Rosenberg durant el rodatge a Barcelona

Pel que fa a la pel·lícula, dirigida per Stuart Rosenberg, a banda del repartiment estel·lar (Faye Dunaway, Max von Sydow, Orson Welles, Katharine Ross, Lee Grant, James Mason, Malcolm McDowell, Ben Gazzara, Oskar Werner…), té un interès peculiar pel fet que les localitzacions suposadament caribenyes no estan filmades a Cuba, sinó en diversos indrets de Barcelona: el palau presidencial és l'Escola Pia de Sarrià, la borsa de l'Havana és la sala de contractació de borsa de la Llotja de Barcelona, el port (tant el d'Hamburg, al començament de la pel·lícula, com el de l'Havana) és el de Barcelona, etc. Segons el diari La Vanguardia d'uns anys després, aquell esdeveniment va ser la major concentració d'estrelles internacionals de cine a Barcelona de tota la història.
Localitzacions de Barcelona que apareixen a la pel·lícula
- Port
- Plaça Reial
- Llotja i sala de contractacions de l'antiga seu de la Borsa de Barcelona
- Edifici principal i jardins del col·legi de l'Escola Pia de Sarrià